# Cleopatra in Space
Cleopatra in Space é uma série de desenho animado americana produzida pela DreamWorks Animation, baseada na série de romances gráficos do mesmo nome de Mike Maihack. Os showrunners são Doug Langdale e Fitzy Fitzmaurice.
Nos Estados Unidos, os cinco primeiros episódios foram lançados no serviço de streaming da NBCUniversal, Peacock, em 15 de abril de 2020, para clientes da Xfinity. O programa será lançado em 15 de julho de 2020, ou mais cedo, para aqueles sem o Xfinity. Antes do lançamento programado nos Estados Unidos, a série foi transmitida pela primeira vez no Sudeste Asiático no DreamWorks Channel a partir de 25 de novembro de 2019.
No Brasil, está disponível no catálogo Globoplay.  Em Portugal, emite na RTP2 no espaço Zig Zag.

## Produção
Em janeiro de 2018, a DreamWorks Animation apresentou pedidos de marcas para o programa no Escritório de Marcas e Patentes dos Estados Unidos.
Mike Maihack disse que a série está em continuidade retroativa aos seus quadrinhos porque Cleo é adolescente e há viagens no tempo. Isso difere de sua série de quadrinhos, que está "enraizada nas histórias e nas pesquisas da Cleópatra real". A série também pode ter sido influenciada por Kipo e os Animonstros, Avatar: A Lenda de Aang, Star Trek: The Next Generation, Buffy: The Vampire Slayer e Legends of Tomorrow.

### Música
A música da série é composta por Jay Vincent e Ryan Lofty. Foi descrito por Courtney Lofty, gerente de produção de partituras, como "um coquetel épico de batidas eletrônicas, melodias egípcias e dramaturgia orquestral", com outras melodias, com "uma quantidade de tempo extrema" pesquisando a música, que faz referência ao Paramore, M.I.A., e a partitura de O Príncipe do Egito. A música estava sintonizada com as cenas específicas em cada episódio.
A música-tema da abertura da série foi cantada por Lilimar Hernandez, dubladora de Cleópatra. Além disso, Matt Barrios trabalhou no título principal.